# 中華鸚嘴魚
中華鸚嘴魚，為輻鰭魚綱鱸形目隆頭魚亞目鸚哥魚科的其中一種，分布於西北太平洋的中國海域，以藻類為食。